# فاتح (غواصة)
غواصة فاتح (بالفارسية: فاتح) هو فئة مصممة من الغواصات الإيرانية شبه الثقيلة. وأفادت وسائل الإعلام الإيرانية أن غواصات فئة فاتح بإمكنها أن تعمل أكثر من 200 متر تحت سطح البحر لمدة تقرب من خمسة أسابيع. في سبتمبر 2013، أعلنت البحرية الإيرانية أن أول فرع من هذه الفئة سيتم إطلاقه بحلول نهاية العام الإيراني الحالي (في مارس 2014)، وفقًا لتصوير القمر الصناعي، تم إطلاق أول غواصة لهذه الفئة في عام 2013 و الثانية تحت الإنشاء في قاعدة بندر أنزلي البحرية على بحر قزوين.
في عام 2019 أفادت وكالة أنباء الجمهورية الإسلامية بأن فاتح قد انضمت إلى أسطول إيران بعد الاختبارات النهائية، في حفل حضره الرئيس الإيراني حسن روحاني. وأفادت أن فاتح «مجهزة بالسونار، محرك كهربائي، إدارة المعركة المشتركة، توجيه الصواريخ أرض-أرض الموجهة، توجيه الطوربيد، الحرب الإلكترونية وحرب الاتصالات، أنظمة اتصالات آمنة ومتكاملة وعشرات من أحدث الأنظمة المتطورة. تتمتع غواصة «فاتح» بسرعات تحت الماء تصل إلى 11 عقدة (20.35 كم / ساعة)، وهي قادرة على السفر المغمورة في 14 عقدة (25.9 كم / ساعة). الغواصة مسلحة بأربعة طوربيدات من طراز 533 ملم. يمكن أن تحمل ثمانية ألغام بحرية واثنين من الطوربيدات الاحتياطية.»

## غواصات في الفئة
| غواصة           | أطلقت | مفوض           | الحالة         |
| --------------- | ----- | -------------- | -------------- |
| فاتح (IRIS 920) | 2013  | 17 فبراير 2019 | نشيط           |
| فاتح (IRIS 961) | 2015  |                | تمر الإختبارات |